# Anskuelse
 Denne artikel bør gennemlæses af en person med fagkendskab for at sikre den faglige korrekthed.

 Der er for få eller ingen kildehenvisninger i denne artikel, hvilket er et problem. Du kan hjælpe ved at angive troværdige kilder til de påstande, som fremføres i artiklen.

Anskuelse er et erkendelsesteoretisk begreb, der i sin nutidige anvendelse for det meste er knyttet til Immanuel Kant. Der tænkes her især på den sanseligt-receptive del af erkendelsen.
Begrebet blev også anvendt i filosofien før Kant, for eksempel gammelhøjtysk anascouunga af Notker o. år 1000, og middelhøjtysk anschauunge af Mester Eckhart o. 1300 hos hvem begrebet havde en religiøs betydning. I den nutidige erkendelsesteori bruges dog oftest begreberne perception og erfaring (ty. "Wahrnehmung" og "Erfahrung").
Kants erkendelsesteori i Kritik af den rene fornuft skelner mellem empiriske anskuelser, der kommer til os gennem sanseorganerne, og rene anskuelser som a priori er givet før enhver erfaring. De to rene anskuelser hos Kant er rum og tid.
Kant går ud fra at enhver erkendelse er anvist på sammenspillet mellem anskuelse og begreber. Det "mangfoldige" der foreligger i eller ved anskuelsen behøver en begrebslig ordning for at kunne føre til erkendelse. På den anden side har begreber brug for anskuelser for ikke at være helt tomme. Begrebsanvendelse uden anskuelsesmateriale vil føre til den traditionelle metafysiks meningsløse spekulationer som Kant gerne ville imødegå i den transcendentielle dialektik. Dog er ifølge Kant ren apriorisk erkendelse mulig i et vekselspil mellem rene anskuelser og rene begreber.

## Citat
"Tanker uden indhold er tomme, anskuelser uden begreber er blinde", Immanuel Kant: Kritik der reinen Vernunft, S. B75, A51